# Estereognosia
A estereognosia gnose tátil é a capacidade de perceber e reconhecer a forma de um objeto na ausência de informações visuais e auditivas, usando o tato para analisar a textura, o tamanho, as propriedades espaciais, a temperatura, etc.  Em humanos, esse sentido, junto com a acuidade espacial tátil, percepção de vibração, discriminação de textura e propriocepção, é mediado pela via do lemnisco medial-coluna dorsal do sistema nervoso central. Os testes de estereognose determinam se o lobo parietal do cérebro está ou não intacto.  Normalmente, esses testes envolvem a identificação do paciente de objetos comuns (por exemplo, chaves, pente, alfinetes) colocados em suas mãos sem nenhuma pista visual.  Estereognose é uma função cortical associativa cerebral superior.  :71
Astereognose é a falha em identificar ou reconhecer objetos pela palpação na ausência de informações visuais ou auditivas, mesmo que as sensações táteis, proprioceptivas e térmicas possam não ser afetadas. Pode ser causado por doenças do córtex sensorial ou das colunas posteriores.  Pessoas que sofrem da doença de Alzheimer apresentam redução da estereognosia.  A astereognose pode ser causada por danos às áreas de associação posteriores dos lobos parietal, temporal ou occipital, ou ao giro pós-central de qualquer um dos hemisférios.  

## Mecanismo da via neural
A via do lemnisco medial da coluna dorsal é responsável por retransmitir informações sensoriais relacionadas à propriocepção, vibração e toque fino. Os neurônios de primeira ordem carregam informações sensoriais de receptores proprioceptivos e táteis para a medula oblonga, onde fazem sinapses no grácil medular ou nos núcleos cuneados. As informações transportadas de regiões acima do nível espinhal de T6 fazem sinapses nos núcleos cuneiformes, enquanto as informações transportadas de T6 e abaixo da sinapse nos núcleos grácil. Nesse ponto, os neurônios de segunda ordem decussam e retransmitem informações através do lemnisco medial contralateral para o tálamo. No tálamo, os neurônios de segunda ordem fazem sinapses com os neurônios de terceira ordem, que continuam através da cápsula interna até o córtex sensorial primário do giro pós-central, onde o trato termina.  A estereognosia determina se este trato está funcionando adequadamente ou não. 
Um indivíduo que não consegue identificar adequadamente um objeto usando estereognosia pode sofrer lesões nas raízes nervosas, nervos periféricos, medula espinhal, tálamo ou córtex sensorial primário.  Como a via do lemnisco medial da coluna dorsal viaja e transmite informações para essas áreas, a falta de sensação adequada indica um problema com esse trato sensorial neural. Os testes administrados e o reconhecimento da perda sensorial de padrão podem identificar lesões em nervos ou áreas específicas.